# Братья Колобки
Бра́тья Пило́ты (Шеф и Колле́га) — частные сыщики, вымышленные персонажи, созданные известным советским и российским детским писателем Эдуардом Успенским.
Шеф и Коллега являются своеобразной пародией на Шерлока Холмса и его коллегу доктора Ватсона.
Мультфильмы с этими же персонажами были созданы на Творческом объединении «Экран» и студии «Пилот» Александром Татарским и его коллегой Игорем Ковалёвым. Шеф и Коллега впервые появились в книге Эдуарда Успенского «Похищение Белого Слона», а потом в мультфильме Александра Татарского «Следствие ведут Колобки» (1986) и изначально назывались братьями Колобками. Впоследствии, когда права на персонажей перешли студии «Пилот», они получили имя в честь этой студии.

## История
В мультфильме «Следствие ведут колобки» (1986) братья — легендарные советские частные сыщики, разыскивающие похищенного редкого полосатого слона, по кличке Балдахин. Мультфильм снят по сценарию Эдуарда Успенского. Главный противник Братьев — злой и коварный бородатый браконьер (видимо, немец) и контрабандист Карбофос. Шефа озвучил Леонид Броневой, Коллегу — Алексей Птицын, Карбофоса — Станислав Федосов.

В 1992 году был выпущен комикс «Приключения Колобков», повествующий об очередном приключении сыщиков. История снова крутилась вокруг похищения полосатого слона, но на этот раз Карбофос хочет с его помощью ни много ни мало захватить весь мир. Комикс должен был выйти в двух частях, но книга первая осталась книгой последней. И, хотя в концовке был явный намёк на продолжение, его не последовало.
В 1996 году вышла серия короткометражных мультфильмов «Из личной жизни Братьев Пилотов» по сценарию Александра Татарского, Валерия Качаева, Олега Козырева. Позже персонажи появились в серии рекламных комиксов «Шаг за шагом».
Впоследствии трёхмерные версии Шефа и Коллеги появлялись на российском телевидении в качестве телеведущих. В 1997 году на ОРТ появилась передача «Чердачок Фруттис» — ток-шоу, спонсируемое производителем одноимённых йогуртов. В нём известные личности приходили на чердачок к Братьям, где общались с виртуальными ведущими и рассказывали забавные истории. Перед премьерой Шеф и Коллега были приглашены на интервью в программу «Час пик» с Андреем Разбашем в роли ведущего, став первыми в истории отечественного телевидения виртуальными персонажами, дававшими интервью в прямом эфире. Выпуск вышел в эфир 29 декабря 1997 года.
Позднее был снят цикл телепередач «Академия собственных ошибок, или Братья Пилоты спасают Россию». Эта передача отличалась большей серьёзностью и ориентацией на более взрослую аудиторию. В ней в аллегорической и шуточной форме обсуждались проблемы экономики и общества, рассматривались различные исторические периоды и формы правления.
Шеф и Коллега стали главными героями ряда игр в жанре квест. В этих играх братья возвращаются к своей основной работе сыщиков. Всего было выпущено 8 компьютерных игр с Братьями Пилотами в период с 1997 по 2007 год.
Братья Пилоты появились в качестве экспертов, представлявших сборник отечественных мультфильмов времён СССР (включая мультфильмы студии «Пилот»).
В 2007 году сыщики вместе со своим главным противником Карбофосом появились в серии социальных роликов, посвящённых безопасности дорожного движения.
В феврале 2009 года те же основные персонажи появились на телевидении в социально-экономическом ролике о новых возможностях владельцев автомобильного полиса ОСАГО. Аудио-версия этого ролика также транслировалась на некоторых радиостанциях.

## Персонажи
| Имя      | Описание | Озвучивание                                                                                          |
| -------- | --- | --- |
| Шеф      | Внимательный, воспитанный, гений, перфекционист, бережливый, карьерист и прирождённый детектив. Является пародией на Шерлока Холмса. Курит трубку, играет на тубе, носит кепку и серый двубортный плащ, рассматривает все предметы через лупу. Личное оружие — револьвер с присоской. Ведёт себя уравновешенно, задумчиво и хладнокровно; всегда спокоен и невозмутим. На многие заявления Коллеги отвечает «Аналогично!». | Леонид Броневой, Михаил Евдокимов, Александр Пожаров, Вячеслав Баранов, Алексей Колган               |
| Коллега  | Наивный, инфантильный и смешной. Обладает писклявым голосом и суетливыми манерами. Носит красный шарф, зелёный плащ и шляпу. При Шефе исполняет функции доктора Ватсона. Коллега чаще, чем Шеф, ставит себя в комические ситуации, дурачится, воодушевляется наивными гипотезами, очень часто говорит «Ничего не понимаю!».                                                                                                | Алексей Птицын, Александр Пожаров, Александр Леньков, Ефим Шифрин, Андрей Бархударов, Алексей Колган |
| Карбофос | Немец, контрабандист и живодёр. Носит очки, полосатый комбинезон, рубашку и кепку, к спине привязана табуретка. Видимо, имеет проблемы с лишним весом, говорит с немецким акцентом. Являлся похитителем, а первоначально — хозяином слона Балдахина, а также аллюзией на Карабаса-Барабаса. | Станислав Федосов, Всеволод Абдулов, Александр Леньков, Алексей Колган                               |
| Слуга    | Араб, приспешник Карбофоса, хоть и не по своей воле. То и дело переходит на сторону Колобков и обратно. Сделав что-нибудь, произносит слово, похожее на английское «please» (пожалуйста). | Станислав Федосов, Александр Пожаров, Алексей Колган                                                 |

## Фильмы и телепередачи
| Оригинал названия                                             | Украинское название                                             | Белорусское название                                                 | Английское название                                              | Французское название                                                                 | Премьера  | Студия производства            |
| ------------------------------------------------------------- | --------------------------------------------------------------- | -------------------------------------------------------------------- | ---------------------------------------------------------------- | ------------------------------------------------------------------------------------ | --------- | ------------------------------ |
| Следствие ведут Колобки                                       | Слідство ведуть Колобки                                         | Следства вядуць Калабкі                                              | Investigation Held by Kolobki                                    | Les Koloboks mènent l'enquête                                                        | 1986—1987 | Творческое объединение «Экран» |
| Братья Пилоты снимают клип для MTV                            | Брати Пілоти знімають кліп для MTV                              | Браты Пілоты здымаюць кліп для MTV                                   | Pilot Brothers Are Shooting MV for MTV                           | Pilot Brothers Shoot MV pour MTV                                                     | 1995      | Студия «Пилот»                 |
| Братья Пилоты иногда ловят рыбу                               | Брати Пілоти іноді ловлять рибу                                 | Браты Пілоты часам ловяць рыбу                                       | Pilot Brothers Are Fishing Sometimes                             | Pilot Brothers pêchent parfois                                                       | 1996      | Студия «Пилот»                 |
| Братья Пилоты готовят на завтрак макарончики                  | Брати Пілоти готують на сніданок макарончікі                    | Браты Пілоты рыхтуюць на сняданак макарончики                        | Pilot Brothers Are Preparing Pasta for Breakfast                 | Pilot Brothers préparent des pâtes pour le petit déjeuner                            | 1996      | Студия «Пилот»                 |
| Братья Пилоты по вечерам пьют чай                             | Брати Пілоти вечорами п'ють чай                                 | Браты Пілоты па вечарах п'ю гарбату                                  | Pilot Brothers Are Drinking Tea in the Evenings                  | Pilot Brothers boivent du thé le soir                                                | 1996      | Студия «Пилот»                 |
| Братья Пилоты вдруг решили поохотиться                        | Брати Пілоти раптом вирішили пополювати                         | Браты Пілоты раптам вырашылі папаляваць                              | Pilot Brothers Suddenly Decided to Hunt                          | Pilot Brothers ont soudainement décidé de chasser                                    | 1996      | Студия «Пилот»                 |
| Братья Пилоты показывают друг другу новогодние фокусы         | Брати Пілоти показують один одному новорічні фокуси             | Браты Пілоты паказваюць адзін аднаму навагоднія фокусы               | Pilot Brothers Are Showing Each Other New Year's Magic Tricks    | Pilot Brothers se montrent les astuces du nouvel an                                  | 1996      | Студия «Пилот»                 |
| Академия собственных ошибок, или Братья Пилоты спасают Россию | Академія власних помилок, або Брати Пілоти рятують Росію        | Акадэмія уласных памылак, або Браты Пілоты ратуюць Расею             | Academy of Own Mistakes, or Pilot Brothers Are Saving Russia     | Academy of Own Mistakes, ou Pilot Brothers Save Russia                               | 1999      | Студия «Пилот»                 |
| Социальная реклама о правилах дорожного движения              | Соціальна реклама про правила дорожнього руху 2007 року         | Сацыяльная рэклама пра правілы дарожнага руху 2007 года              | 2007 public service advertisement about traffic laws             | 2007 Annonce de service public sur le code de la route                               | 2007      |                                |
| Социальная реклама о новых возможностях владельцев ОСАГО      | Соціальна реклама про нові можливості власників ОСАГО 2009 року | Сацыяльная рэклама пра новыя магчымасці ўладальнікаў ОСАГО 2009 года | 2009 social advertising about new opportunities for OSAGO owners | 2009 Publicité sociale sur les nouvelles opportunités pour les propriétaires d'OSAGO | 2009      |                                |

## Игры

Обложка игры «Братья Пилоты: По следам полосатого слона»
Обложка игры «Братья Пилоты: Загадка атлантической сельди»

| Русское название                               | Украинское название                            | Белорусское название                           | Английское название                                  | Французское название                               | Дата выпуска                                                                   | Жанр   |
| ---------------------------------------------- | ---------------------------------------------- | ---------------------------------------------- | ---------------------------------------------------- | -------------------------------------------------- | ------------------------------------------------------------------------------ | ------ |
| Братья Пилоты: По следам полосатого слона      | Брати Пілоти: Слідами смугастого слона         | Браты Пілоты: Па слядах паласатага слана       | Pilot Brothers: On the Trail of the Striped Elephant | Pilot Brothers: Sur les Traces de L'éléphant Rayé  | 22 сентября 1997 29 октября 1998 5 декабря 1999 12 января 2001 19 февраля 2002 | Квест  |
| Братья Пилоты: Дело о серийном маньяке         | Брати Пілоти: Справа про серійного маніяка     | Браты Пілоты: Справа аб серыйным маньяку       | Pilot Brothers: The Serial Maniac Case               | Pilot Brothers: Le Cas d'un Maniaque en Série      | 2 декабря 1998 9 января 2000 16 февраля 2001 23 марта 2002 30 апреля 2003      | Квест  |
| Братья Пилоты: Обратная сторона Земли          | Брати Пілоти: Зворотний бік землі              | Браты Пілоты: Адваротны бок зямлі              | Pilot Brothers: The Other Side of the Earth          | Pilot Brothers: L'autre Côté de la Terre           | 11 июня 2004 18 июля 2005 25 августа 2006 1 октября 2007 8 ноября 2008         | Квест  |
| Братья Пилоты: Олимпиада                       | Брати Пілоти: Олімпіада                        | Браты Пілоты: Алімпіяда                        | Pilot Brothers: Olympic Games                        | Pilot Brothers: Jeux Olympiques                    | 27 августа 2004 3 октября 2005 10 ноября 2006 17 декабря 2007 24 января 2009   | Аркада |
| Братья Пилоты 3D: Дело об огородных вредителях | Брати Пілоти 3D: Справа про городніх шкідників | Браты Пілоты 3D: Справа аб агародных шкоднікаў | Pilot Brothers 3D: The Garden Pest Case              | Pilot Brothers 3D: Le Cas des Parasites du Jardin  | 22 октября 2004 29 ноября 2005 6 января 2007 13 февраля 2008 20 марта 2009     | Квест  |
| Братья Пилоты 3D: Тайны клуба собаководов      | Брати Пілоти 3D: Таємниці клубу собаківників   | Браты Пілоты 3D: Таямніцы клуба сабакагадоўцаў | Pilot Brothers 3D: Secrets of the Kennel Club        | Pilot Brothers 3D: Secrets du Kennel Club          | 29 апреля 2005 6 июня 2006 13 июля 2007 20 августа 2008 27 сентября 2009       | Квест  |
| Братья Пилоты: Загадка атлантической сельди    | Брати Пілоти: Загадка атлантичного оселедця    | Браты Пілоты: Загадка атлантычнага селядца     | Pilot Brothers: The Mystery of the Atlantic Herring  | Pilot Brothers: L'énigme du Hareng de L'Atlantique | 27 января 2006 3 марта 2007 10 апреля 2008 17 мая 2009 24 июня 2010            | Квест  |
| Братья Пилоты: Догонялки                       | Брати Пілоти: Доганялки                        | Браты Пілоты: Даганялкі                        | Pilot Brothers: Catching-Up                          | Pilot Brothers: Rattrapage                         | 2 марта 2007 9 апреля 2008 16 мая 2009 23 июня 2010 30 июля 2011               | Аркада |

## Другое
- Книга «Пилот-кампания»
- Серия комиксов «Шаг за шагом»
- Социальные ролики по теме безопасности дорожного движения

## Похожие образы

Кадр из мультфильма «Следствие ведут Колобки» (1983)

В 1983 году на студии «Экран» был снят кукольный мультипликационный фильм «Следствие ведут Колобки», где фигурируют два персонажа — Колобок и Булочкин.
Студия «Пилот» неоднократно использовала стереотипные образы Шефа и Коллеги в своих работах. В частности, просматривается сходство с ними персонажей телепрограммы «Тушите свет» Хрюна Моржова и Степана Капусты, а также профессоров Цельсия и Фаренгейта из прогноза погоды телеканала ТВС.

## Смотрите также
- Sam & Max